# Хобдински район
Хобдински район (на казахски: Қобда ауданы) е съставна част на Актобенска област, Казахстан, с обща площ 13 880 км2 и население от 18 353 души (по приблизителна оценка към 1 януари 2020 г.).
Административен център е Кобда.